# Achillea albinea
Achillea albinea là một loài thực vật có hoa trong họ Cúc. Loài này được Bjelčić & K.Malý mô tả khoa học đầu tiên năm 1971.